# Flickering (Astronomie)
Flickering (auf Deutsch Flimmern) beschreibt eine unregelmäßige schnelle Helligkeitsänderung bei veränderlichen Sternen. Flickering tritt stets in Verbindung mit Akkretion auf, dem Einfall von Gas oder Plasma auf ein kompaktes Objekt.

## Eigenschaften
Das Flimmern ist nicht periodisch, es gibt aber eine für ein Objekt charakteristische Zeitskala der Helligkeitsänderungen von Sekunden bis zu 10 Minuten. Diese Zeitskala kann sich bei gesteigerter Akkretion, wie dem Ausbruch einer Zwergnova, ändern.
Die Amplitude des Flickering reicht von knapp oberhalb der Nachweisgrenze bis zu 2 Magnituden. Flickering konnte im Ultravioletten, Optischen und nahen Infrarot nachgewiesen werden. Im Allgemeinen steigt die Amplitude des Flickering mit kürzerer Wellenlänge, d. h. in Richtung Ultraviolett.

## Sternklassen mit Flickering
Das Flickering konnte bei allen Sternklassen mit Akkretion nachgewiesen werden:
- bei den Vorhauptreihensternen vom Typ T Tauri und FU Orionis[3] fällt Materie aus einer protoplanetarischen Scheibe auf den Zentralstern.
- bei kataklysmischen Veränderlichen mit einem schwachen Magnetfeld fließt Materie von einem Begleiter durch eine Akkretionsscheibe auf einen Weißen Zwerg.
- bei den kataklysmischen Veränderlichen mit starken Magnetfeldern wird die Bildung einer Akkretionsscheibe unterdrückt.[4]
- die verwandten symbiotischen Sterne, deren masseverlierender Stern ein Roter Riese statt wie bei den kataklysmischen Veränderlichen ein Hauptreihenstern ist, können im aktiven Zustand Flickering zeigen.[5]
- bei den Röntgendoppelsternen geringer Masse ist das akkretierende Objekt ein Neutronenstern.[6]

Außerhalb von Sternen ist Flickering auch bei akkretierenden schwarzen Löchern im Zentrum von Galaxien (aktive galaktische Kerne) beschrieben worden.